# Брили, Луиза
Луиза Брили (англ. Louise Brealey), известная также как Лу Брили (англ. Loo Brealey; род. 27 марта 1979, Нортгемптон, Нортгемптоншир, Великобритания) — британская актриса, писательница и журналистка, наиболее известная ролью патологоанатома Молли Хупер в телесериале «Шерлок».

## Биография
Луиза Брили родилась 27 марта 1979 года в городе Нортгемптон. После окончания школы она поступила в Кембриджский университет, где изучала историю. Затем Брили уехала в Нью-Йорк, чтобы изучать актёрское мастерство в Институте театра и кино Ли Страсберга. Она также брала уроки у комика Филиппа Голье.

### Карьера в театре
На театральной сцене Луиза Брили дебютировала в 2001 году в роли 14-летней Софи в спектакле Sliding With Suzanne лондонского театра «Ройал-Корт». В 2005 году она сыграла в спектакле Тома Стоппарда «Аркадия», поставленного в бристольском театре «Олд Вик».
Луиза Брили также играла в спектаклях «Маленькая Нелл» (2007), «Дядя Ваня» в театрах Rose Theatre и English Touring Theatre (2008), «Государственный инспектор» в театре «Янг-Вик» (2011), «Троянские женщины» в театре Gate Theatre (2012).

### Карьера в кино
Дебютным фильмом Луизы Брили стал сериал «Катастрофа», где она сыграла медицинскую сестру. В 2005 году она появилась в роли Джуди Смолвид в экранизации романа Чарльза Диккенса «Холодный дом».
В 2010 году Луиза Брили была приглашена на роль патологоанатома Молли Хупер в сериал «Шерлок». Изначально планировалось, что её героиня будет только в первой серии, однако персонаж так понравился зрителям, что её решили оставить.
В 2012 году на канале BBC 2 вышел документальный сериал о Чарльзе Диккенсе The Charles Dickens Show, в котором Луиза Брили сыграла несколько ролей, а также была продюсером и соавтором сценария.
В 2013 году на экраны вышел сериал «Отец Браун», в котором Брили сыграла роль Эленор Найт.

## Фильмография
| Год       |     | Русское название                         | Оригинальное название          | Роль                            |
| --------- | --- | ---------------------------------------- | ------------------------------ | ------------------------------- |
| 2003      | кор |                                          | The Tooth Faerie               |                                 |
| 2002—2004 | с   | Катастрофа                               | Casualty                       | Роксанна Бёрд                   |
| 2005      | с   | Холодный дом                             | Bleak House                    | Джуди                           |
| 2005      | тф  |                                          | The English Harem              | Сьюзи                           |
| 2006      | с   |                                          | The Gil Mayo Mysteries         | офицер Хэрриет Тейт             |
| 2007      | тф  | Зелёный                                  | Green                          | Эби                             |
| 2008      | с   | Отель «Вавилон»                          | Hotel Babylon                  | Хлоя Маккурт                    |
| 2010      | ф   | Воссоединение семейки Рубинс             | Reuniting the Rubins           | Мири Рубинс                     |
| 2011      | с   | Закон и порядок: Лондон                  | Law & Order: UK                | Джоанн Виккери                  |
| 2011      | ф   | Отель «Мэриголд». Лучший из экзотических | The Best Exotic Marigold Hotel | парикмахер                      |
| 2012      | с   |                                          | The Charles Dickens Show       | Нелли Трент / Скрудж / Тини Тим |
| 2013      | с   | Отец Браун                               | Father Brown                   | Эленор Найт                     |
| 2013      | ф   | Восхитительно                            | Delicious                      | Стелла                          |
| 2014      | с   | Улица потрошителя                        | Ripper Street                  | доктор Амелия Фрейн             |
| 2015      | ф   | Виктор Франкенштейн                      | Victor Frankenstein            | сексуальная девушка             |
| 2010—2017 | с   | Шерлок                                   | Sherlock                       | Молли Хупер                     |
| 2018      | с   | Открытие ведьм                           | A Discovery of Witches         | Джиллиан Чемберлен              |
| 2023      | с   | Агентство Локвуд и компания              | Lockwood &Co                   | Памела Джоплин                  |

## Роли в театре
| Год  | Спектакль                 | Роль                                | Режиссёр                   | Театр                            |
| ---- | ------------------------- | ----------------------------------- | -------------------------- | -------------------------------- |
| 2001 | Sliding with Suzanne      | Софи                                | Макс Стаффорд-Кларк        | «Ройял корт»                     |
| 2005 | Аркадия                   | Томасина                            | Рэйчел Кавано              | Bristol Old Vic                  |
| 2006 | После конца               | Луиза                               | Роксана Зильберт           | тур по США и России, Офф-Бродвей |
| 2007 | Маленькая Нелл            | Нелл                                | Питер Холл                 | Королевский театр (Бат)          |
| 2008 | Дядя Ваня                 | Соня                                | Питер Холл                 | Rose Theatre                     |
| 2008 | Порнография               | Актриса 7                           | Шон Холмс                  | Traverse Theatre                 |
| 2009 | The Stone                 | Ханна                               | Рамин Грей                 | «Ройял корт»                     |
| 2009 | The Ones That Flutter     | Джули Рей                           | Эбби Райт                  | Театр 503                        |
| 2010 | Country Music             | Линси                               | Лайза Блэр и Элеанора Вайл | West Yorkshire Playhouse         |
| 2011 | Государственный инспектор | дочь мэра                           | Ричард Джонс               | «Янг-Вик»                        |
| 2012 | Троянские женщины         | Кассандра/Андромаха/Елена Троянская | Кристофер Хейдон           | Gate Theatre                     |